# Grünmehl
Grünmehle sind getrocknete und gemahlene Grünpflanzen in Mehlform. Sie werden technisch für Tierfutter erzeugt oder für den menschlichen Verzehr als Zusatz- und Nahrungsergänzungsmittel, z. B. zum Färben von Nudeln oder als Zusatz zu Smoothies.
Grünmehl für die Verwendung als Tierfutter wird zumeist aus Gras, Klee oder Luzerne hergestellt. Es wird vorwiegend als alternatives Eiweißfuttermittel und als Carotinträger eingesetzt, entweder als Mehl im Kraftfutter oder als Cobs oder Briketts (grob gehäckselt und gepresst).
Als Pferdefutter werden Grünmehle meist zu Pellets gepresst.
Ihre Trockensubstanz liegt bei 90 %. Luzernegrünmehl hat mit zirka 17 g je kg einen sehr hohen Kalziumgehalt, während Wiesengrünmehl hier lediglich auf etwa 6 g je kg kommt. Bei Fütterung von Luzernegrünmehl hat der Pferdehalter also auf einen entsprechend hohen Phosphoranteil in der übrigen Nahrung zu achten.
Grünmehle für den menschlichen Verzehr können aus Blattgemüsen wie Salat, Gartenmelde oder Spinat sowie Wildkräutern wie Giersch, Brennnesseln, Knoblauchsrauke oder Bärlauch hergestellt werden. Die zerkleinerte Pflanzenmasse diente früher als Vitamin- und Mineralstofflieferant vor allem im Winter und wurde zum Eindicken von Suppen und Soßen verwendet.